# Zámek Langeais
Zámek Langeais (francouzsky Château de Langeais) stojí ve městě Langeais na pravém břehu řeky Loiry v departementu Indre-et-Loire ve Francii. Původně se jednalo o pevnost postavenou v 10. století hrabětem Fulkem Nerrem z Anjou. Z původní pevnosti se dochoval donjon, jeden z prvních postavených z kamene. Během stoleté války padl hrad do rukou Angličanů a v roce 1428 byl, až na donjon, zcela zničen.
Nový zámek vznikl v roce 1465 za účelem ochrany královského majetku. Stavitelem byl Jean Bourrou, člen Tajné rady Ludvíka XI. Významnou událostí na zámku byla přepychová svatba Karla VIII. a Anny Bretaně v roce 1491, která měla vliv na dějiny Francie i Evropy, protože díky ní připadlo Bretaňsko Francii a nikoli Habsburkům. Dnešním návštěvníkům zámku ji připomíná animace ve Velkém sále.
Zámek leží ve středu města a je charakteristická třemi silnými okrouhlými věžemi a padacím mostem. Zámecká zahrada byla zrekonstruována dle miniatur z 15. století.